# 酒井哲夫
酒井 哲夫（さかい てつお、1934年（昭和9年）2月14日 - ）は、日本の政治家。福井市長（3期）、福井県議会議員（6期）を務めた。

## 来歴
福井県生まれ。福井県立高志高等学校卒業。福井県庁職員を経て、1974年から福井県議会議員を6期務めた。
1994年、福井市長大武幸夫の死去に伴う福井市長選挙に出馬し、初当選。福井市長を3期12年間務めた。
2006年の福井市長選挙には出馬せず引退を表明し、福井市長を退任した。
その後福井県日中友好協会会長を務め、2024年6月からは同協会最高顧問。

## 著書
- 『「哲つあん」と呼ばれて（八十年の軌跡）』2021年、ディプレス